# Religiös socialism
Religiös socialism är en term som används för att beskriva olika former av socialism som bygger på religiösa värderingar. Flera stora religioner innehåller idéer om samhället som är kompatibla med socialistiska principer och därför har socialistiska rörelser bildats inom dessa religioner.
Exempel på religiös socialism:
- Buddhistisk socialism
- Islamsk socialism
- Sikhistisk socialism
- Kristen socialism
- Zoroastristisk socialism
- Hinduistisk socialism
- Judisk socialism
- Taoistisk socialism
- Satanistisk socialism